# Jaskinia Lodowa w Jaroszowcu
Jaskinia Lodowa w Jaroszowcu – jaskinia na wzgórzu Pod Wieżą w masywie Góry Stołowej na Wyżynie Olkuskiej będącej częścią Wyżyny Krakowsko-Częstochowskiej. Administracyjnie znajduje się w obrębie miejscowości Jaroszowiec, w województwie małopolskim, w powiecie olkuskim, w gminie Klucze.

## Opis jaskini
Główny otwór jaskini znajduje się w pionowej rozpadlinie rozcinającej skałki przy 5 przystanku ścieżki dydaktycznej „Góra Stołowa”. Ma wysokość do 16 m i szerokość około 1 m. Początkowa część korytarza ma pionowe ściany i nie posiada stropu. Pod stropem korytarz ostro skręca, a jego ściany pochylają się. Zaklinowane w szczelinie skały dzielą go na dwa poziomy; górny i dolny. W dolnej części korytarz początkowo opada w dół i staje się coraz wyższy, potem podnosi się do góry i kończy w zawalisku. Do górnego poziomu można wejść trójkątnym otworem znajdującym się w zawalisku na wysokości górnego stropu jaskini. Poprzez 1,5 metrowej wysokości próg można dostać się do komory o równym dnie z naturalnym stropem z otworami. Północna część jej ściany jest pochylona.
Jaskinia powstała na rozpadlinie w wapieniach z okresu  późnej jury (oksford). Najniższy poziom jej dolnej części ma stały, zimny klimat. Wiosną jest w nim zimniej, niż na zewnątrz, stąd też śnieg zalega tu często do późnej wiosny. Oprócz mleka wapiennego brak jakichkolwiek innych nacieków jaskiniowych. Na dnie znajduje się wapienny rumosz i liście. Na oświetlonych ścianach wokół otworów występują porosty, w końcowej części dolnego piętra pająki.

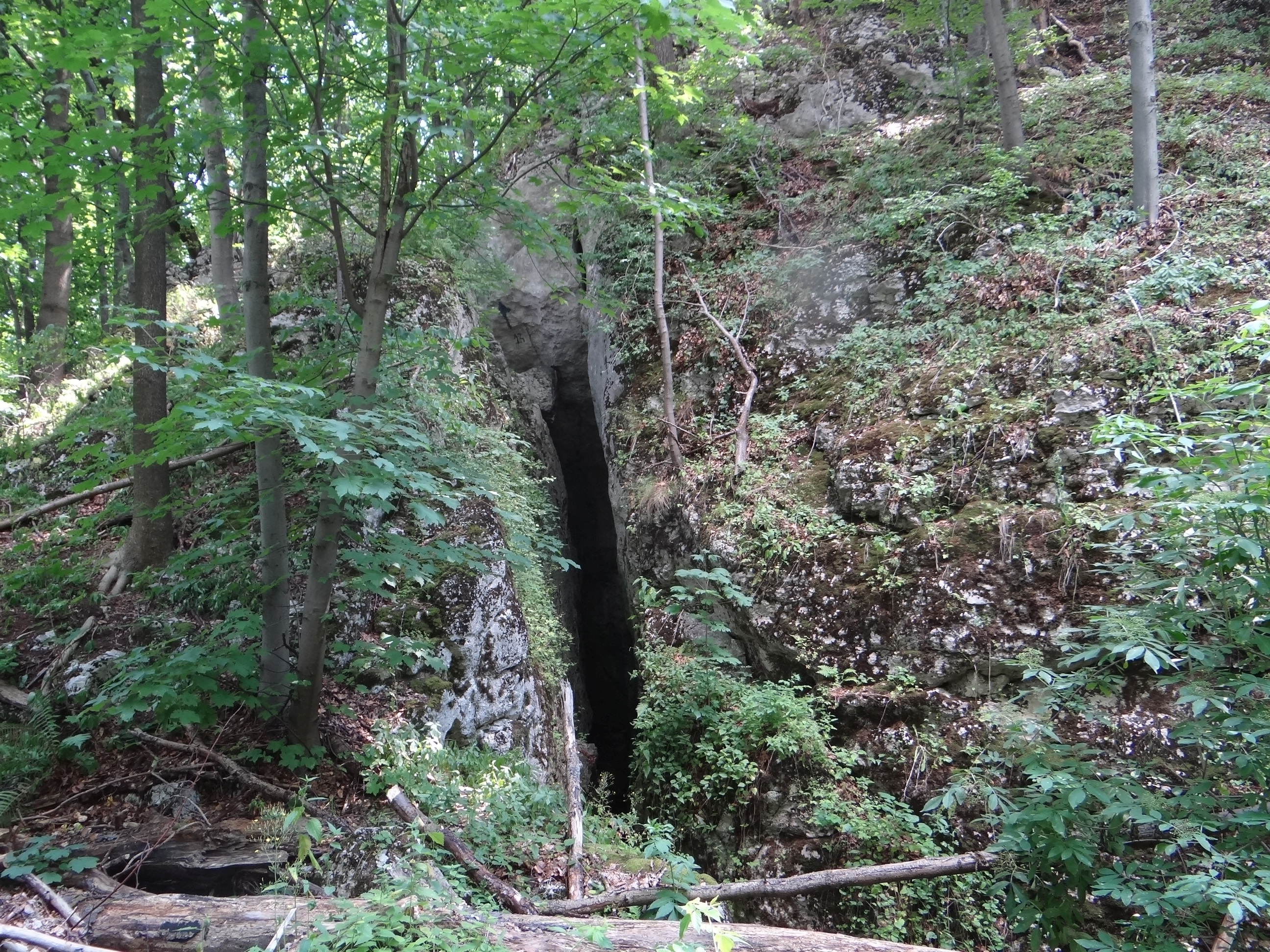
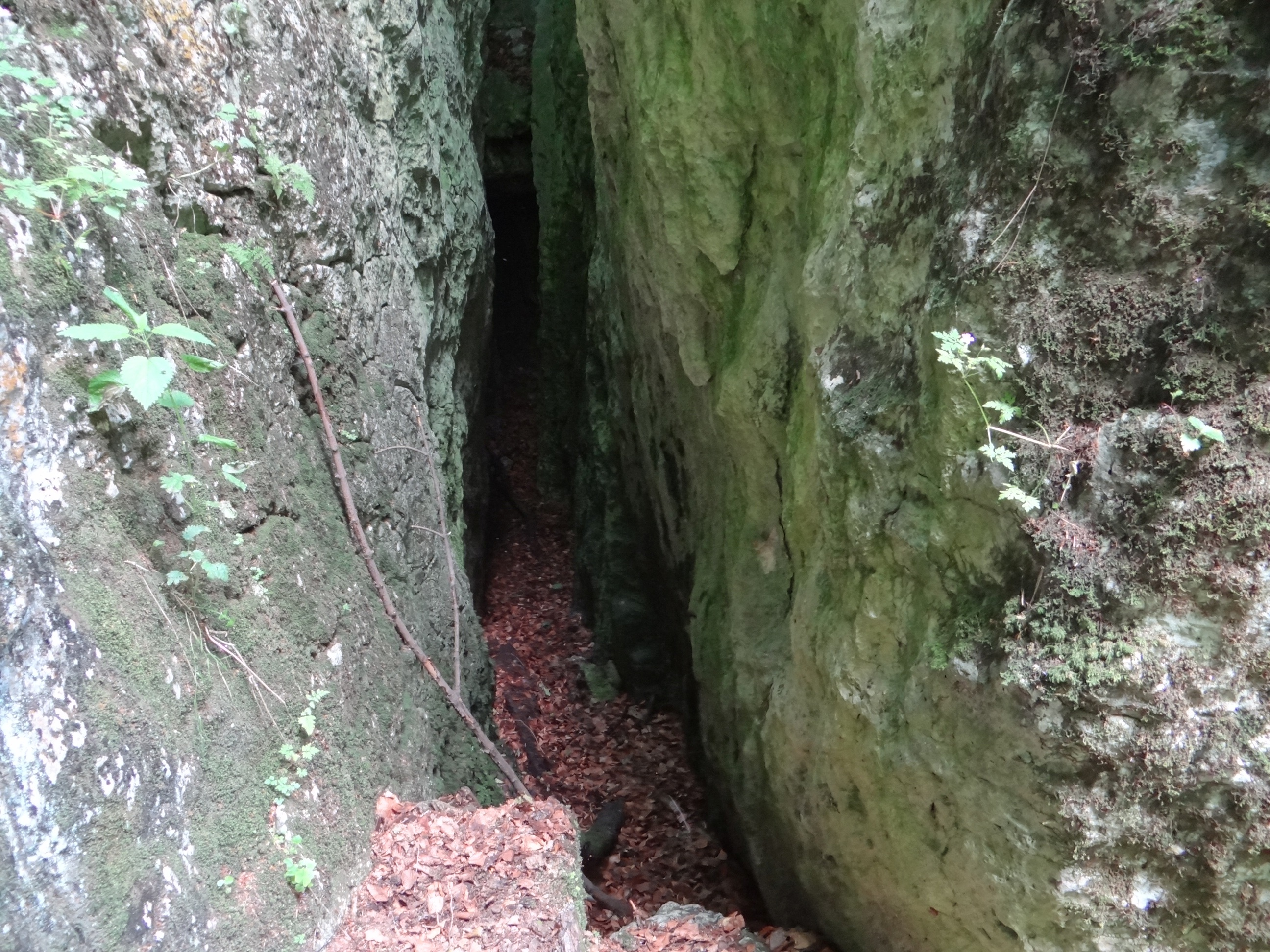
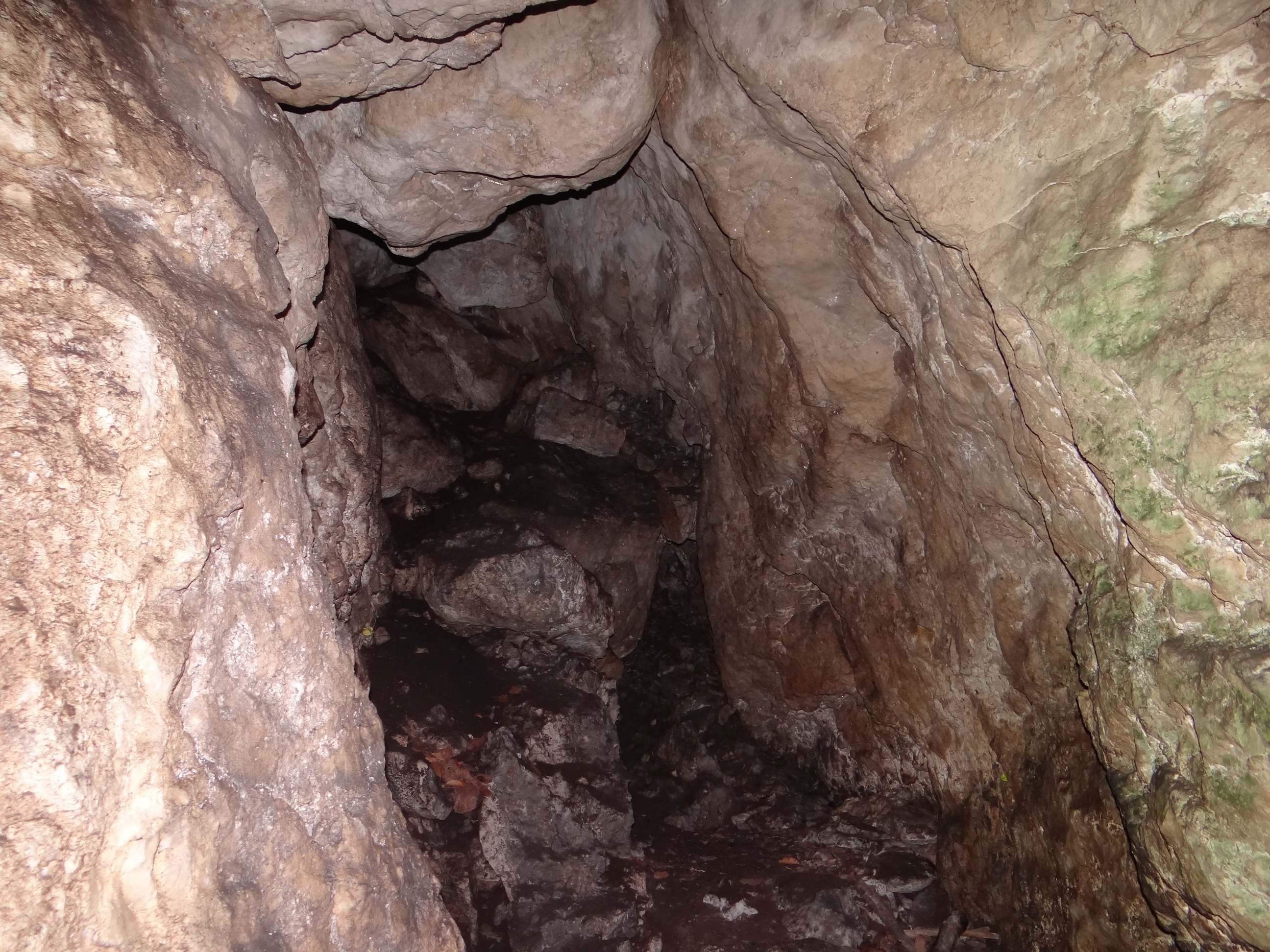
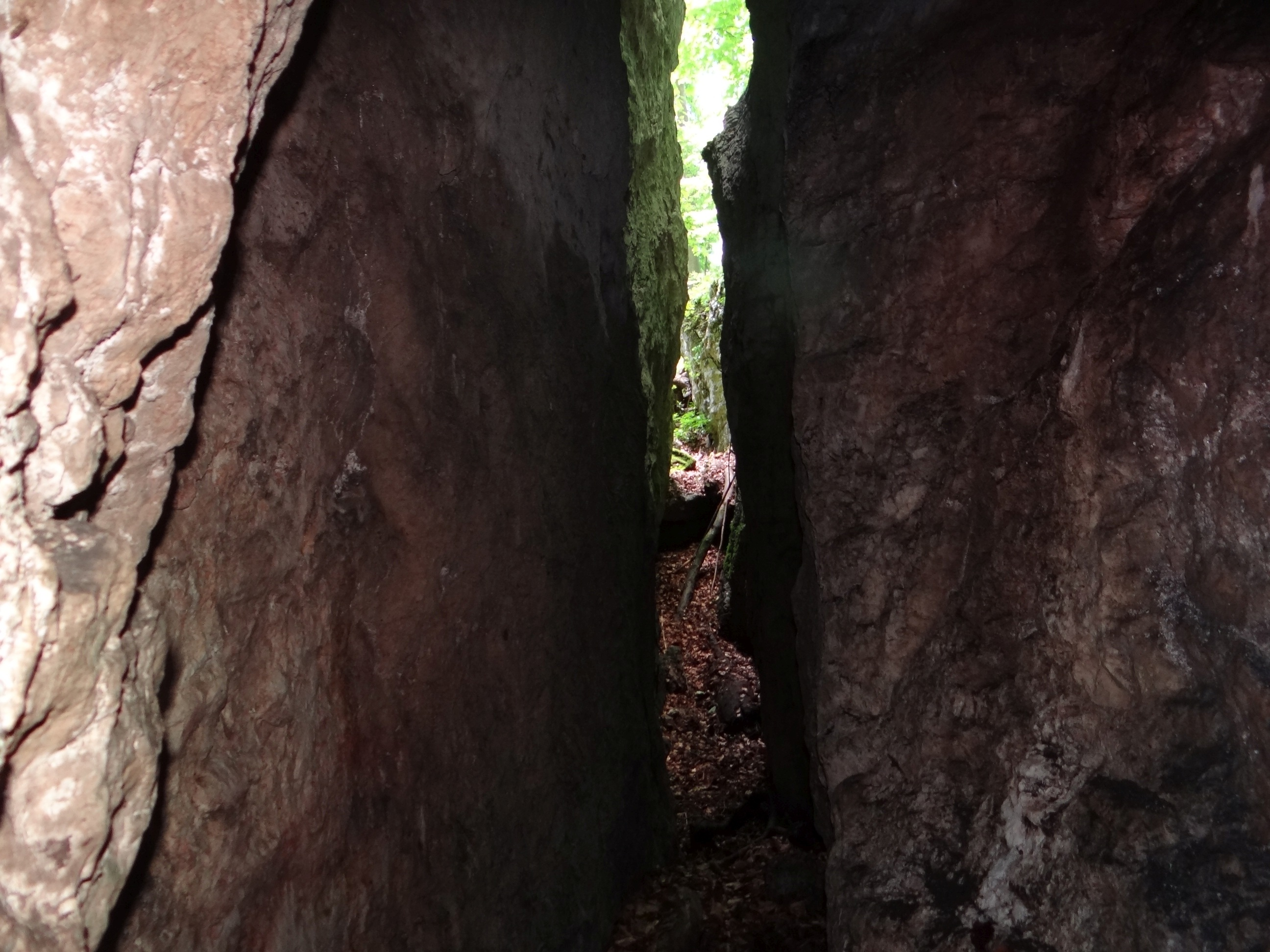
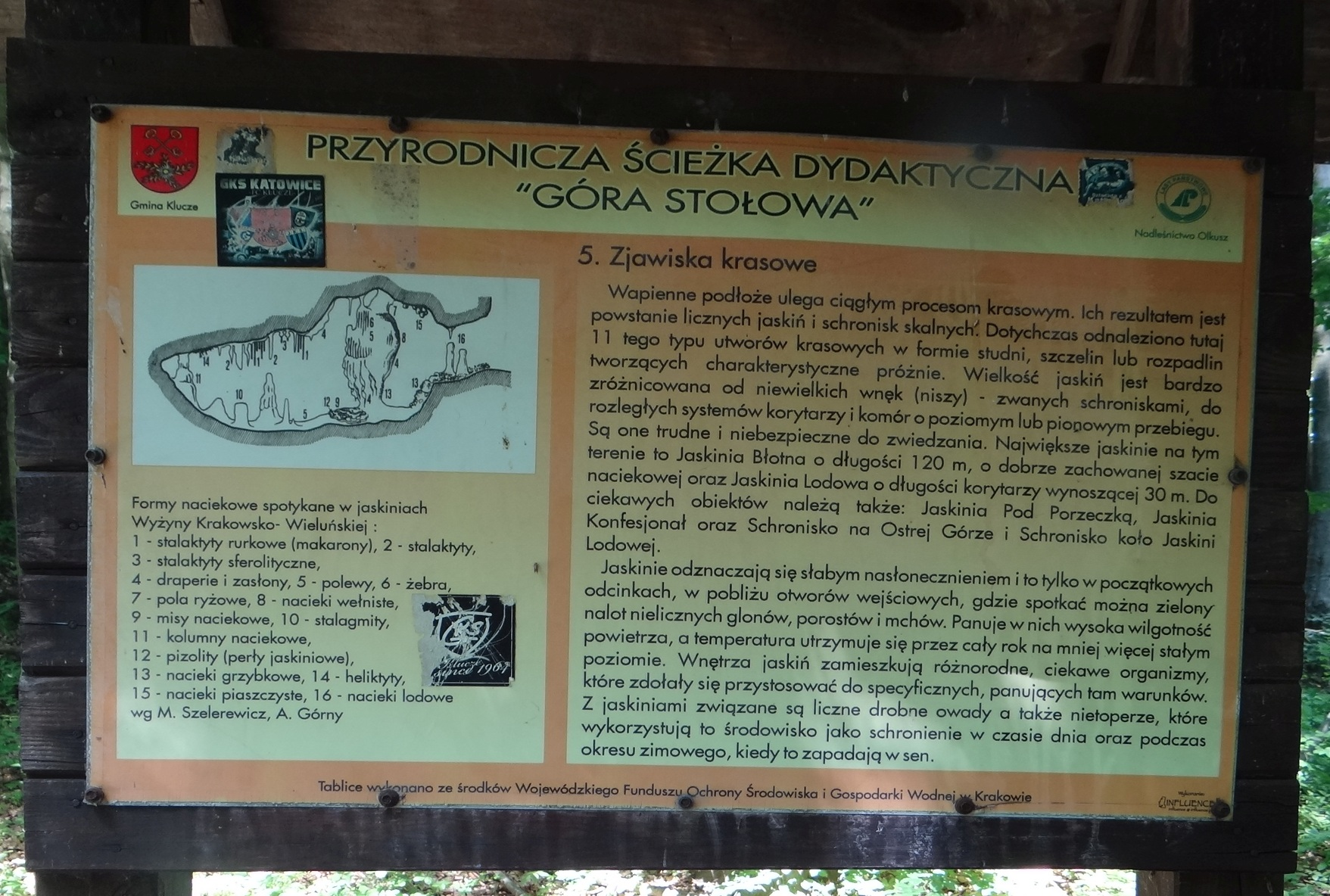

## Historia poznania i dokumentacji
Jaskinia znana była od dawna. Znajduje się przy szlaku turystycznym i jest często odwiedzana. Grotołazi zainteresowali się nią w latach 60. XX wieku. M. Szelerewicz i A. Górny wymienili ją w 1986 r. Opis jaskini i jej plan sporządził M. Szelerewicz w 1989 r. W 1984 r. A. Tyc opisał mikroklimat jaskini.

## Szlak turystyczny
ścieżka dydaktyczna „Góra Stołowa”: kościół w Jaroszowcu – Maniakówka – Jaskinia Błotna – Jaskinia Lodowa w Jaroszowcu – Kamieniołom Cieszyniec – kościół w Jaroszowcu